# The Adventures of Beatle
The Adventures of Beatle es una película estadounidense de comedia, drama y suspenso de 2015, dirigida por Donna Robinson, que a su vez la escribió junto a Katherine Brooks, musicalizada por Coby Brown, en la fotografía estuvo Bob Finley III y los protagonistas son Ever Carradine, Michele Hicks y Jeffrey Dean Morgan, entre otros. El filme fue realizado por Big Easy Pictures y Side Tracked Pictures; se estrenó el 20 de octubre de 2015.

## Sinopsis
Beatle es una mujer solitaria que no vive bajo las reglas de la sociedad, tampoco le agrada vincularse con la gente, pero las cosas cambian en el momento que conoce a Athena, una rubia segura de sí misma y sin temores.